# Trichomyrmex criniceps
Trichomyrmex criniceps (лат.) — вид мелких муравьёв рода Trichomyrmex, ранее известный под именем Monomorium criniceps.

## Распространение
Южная Азия (Индия, Мьянма, Шри-Ланка).

## Описание
Длина коричневатых муравьёв (брюшко темнее) 3—5 мм. На голове многочисленные изогнутые волоски и крупные пунктуры, на груди многочисленные длинные отстоящие волоски. Волосков под головой (псаммофора) нет. Усики 12-члениковые, булава состоит из 4 сегментов. Нижнечелюстные щупики 2-члениковые, нижнегубные щупики состоят из 2 сегментов. Голова, грудка и брюшко гладкие и блестящие. Проподеум округлый, без шипиков или зубцов на заднегрудке. Стебелёк между грудкой и брюшком состоит из двух члеников: петиолюса и постпетиолюса (последний чётко отделён от брюшка), жало развито, куколки голые (без кокона).

## Систематика
Вид Trichomyrmex criniceps был впервые описан в 1879 году по материалам из Индии под первоначальным названием Holcomyrmex criniceps Mayr, 1879. В 1922 году таксон включён в состав рода Monomorium (в подрод Holcomyrmex). Барри Болтон (1987) включил таксон в состав видовой группы scabriceps, в которую вошли частично представители рода Holcomyrmex и род Trichomyrmex, а в 2014 году перенесён в род Trichomyrmex. Близок к виду Trichomyrmex glaber, отличаясь многочисленными изогнутыми волосками и крупными пунктурами на голове и многочисленными длинными отстоящими волосками на груди.